# Haxhi Lleshi
Haxhi Lleshi (19. října 1913, Debar, Srbsko – 1. ledna 1998, Tirana, Albánie) byl albánský komunistický politik, člen Albánské strany práce.
Narodil se v roce 1913 do rodiny odpůrců albánského vůdce Ahmeta Zogu, která uprchla za hranice Albánie na území tehdejšího Srbska (dnes Severní Makedonie). Během druhé světové války se zapojil do partyzánského boje, kde patřil k velmi úspěšným velitelům povstaleckého vojska. Od roku 1942 velel vlastní partyzánské jednotce. Kromě Albánie bojoval se svojí 150člennou četou podle dohody s jugoslávskými partyzány i na území dnešní Severní Makedonie v prostoru města Debar a Kičevo. Jugoslávští partyzáni s touto dohodou souhlasili, protože pro ně bylo vhodnější, aby v Albánci obývané části dnešní Severní Makedonie bojovali na jejich straně Albánci, než Jihoslované.
Po skončení konfliktu byl prohlášen nastupujícím komunistickým režimem za Národního hrdinu Albánie.
Po zformování první antifašistické vlády v Albánii v roce 1944, kterou řídili komunisté, se stal ministrem vnitra, a to až do roku 1946. V roce 1953 se stal předsedou albánského parlamentu. Po Enveru Hodžovi, který vládl komunistické straně a Mehmetu Shehu, který byl premiérem, byl Lleshi třetím nejvlivnějším mužem v zemi.
Do penze odešel dne 22. listopadu 1982. Zemřel v roce 1998 v Tiraně.